# Relaciones Bolivia-India
Las relaciones Bolivia-India son las relaciones exteriores entre Bolivia y India.

## Historia
La Embajada de la India en Lima, Perú, ha sido acreditada conjuntamente en Bolivia desde abril de 1981. La India también mantiene Cónsules Generales Honorarios en La Paz y Santa Cruz, aunque este último no está funcionando actualmente. Bolivia abrió su Embajada en Nueva Delhi en 2012, y Jorge Cárdenas Robles asumió el cargo de primer Embajador residente de Bolivia en la India el 8 de noviembre de 2012.
Las primeras consultas de la Oficina de Relaciones Exteriores entre la India y Bolivia se realizaron en La Paz el 20 de noviembre de 2014. Se realizaron varias visitas a nivel ministerial entre los dos países.

## Comercio
El comercio bilateral entre Bolivia e India totalizó 314,684 millones US $ en 2015-16. India exportó 74,432 millones de dólares en bienes al Ecuador e importó 240,252 millones de dólares en 2015-16. Los principales productos exportados por la India a Bolivia son los automóviles, el hierro y el acero, los productos farmacéuticos, la maquinaria, los productos y hilados de caucho y plástico y los textiles. Los principales productos importados por la India desde Bolivia son el oro, el cuero y los piensos.
Los dos países están negociando un BIPPA (Acuerdo Bilateral de Promoción y Protección de Inversiones).
La firma india Jindal Steel & Power Ltd. se adjudicó un contrato para desarrollar la mina de hierro El Mutun en 2007. La compañía anunció que invertiría $ 2.300 millones para establecer una planta siderúrgica, en lo que fue la mayor inversión extranjera directa en la historia boliviana. Sin embargo, la empresa cerró el proyecto en julio de 2012, acusando al Gobierno boliviano de no cumplir las "condiciones contractuales". En agosto de 2014, la Cámara de Comercio Internacional falló a favor de Jindal y ordenó a la empresa estatal de minería Empresa Siderúrgica del Mutún pagar a Jindal $ 22.5 millones en compensación.
La empresa india de plaguicidas UPL tiene una oficina en Santa Cruz, Bolivia. Ashok Leyland opera en Bolivia a través de un acuerdo con COFADENA. El fabricante indio de automóviles Tata Motors vende sus vehículos a través de un distribuidor autorizado en Bolivia.

## Defensa
En mayo de 2009, el Ministerio de Relaciones Exteriores de la India rechazó una solicitud de Bolivia para obtener una línea de crédito para comprar siete Dhruvs HAL para la Fuerza Aérea Boliviana. El Ministro de Defensa de Bolivia, Reymi Ferreira, y el director general de COFEDENA, el Coronel Felipe Eduardo Vásquez Moya, visitaron Goa en marzo de 2016 para participar en el DEFEXPO 2016.

## Relaciones culturales
Bolivia y la India firmaron un acuerdo de cooperación cultural en 1997.
Las películas de Bollywood, la música y la danza son populares en Bolivia. En las ciudades de La Paz, Cochabamba, Potosí y Oruro están presentes academias de baile de Bollywood (conocidas localmente como "Danca-Indu") y grupos de danza india.
De acuerdo con un informe del sitio web de reservas de hoteles de Hotels.com, los turistas bolivianos gastaron más dinero en la India en los primeros seis meses de 2016, gastando un promedio de ₹12,128 (US $ 190) durante el período, un 28% más de lo gastado en la Primeros 6 meses de 2015.

## Ayuda externa
La India proporcionó apoyo financiero para instalar la iluminación solar en el Complejo Arqueológico de Tiwanaku. India donó 200.000 dólares en medicamentos a raíz de los deslizamientos de tierra en Bolivia en 2007 y 100.000 dólares en efectivo en respuesta a las inundaciones causadas por La Niña en 2008. La India proporcionó a Bolivia 200.000 dólares en efectivo para hacer frente a las inundaciones en las regiones Norte y Central del país en 2011.
En septiembre de 2016, India donó $ 3.3 millones para establecer un centro de excelencia en tecnología en Bolivia. En la ceremonia de firma del acuerdo, el presidente boliviano Evo Morales anunció que el país buscaría la ayuda de la India para construir su primera planta farmacéutica en la ciudad de Cochabamba.
Los ciudadanos de Bolivia son elegibles para becas bajo el Programa de Cooperación Técnica y Económica de la India y el Consejo Indio para Relaciones Culturales.

## Indios en Bolivia
A diciembre de 2016, hay alrededor de 100 indios en Bolivia. Están principalmente involucrados en el comercio minorista, el transporte, la agricultura y las comunidades religiosas.